# Алі Реза Пехлеві I
Алі Реза Пехлеві I (1 березня 1922, Тегеран, Іран — 17 жовтня 1954, гори Ельбурс, Іран) — другий син шахиншаха Реза Пехлеві та Тадж ол-Молук. Молодший брат шахіншаха Мохаммеда Реза Пехлеві.

## Життєпис
Служив в Імперській армії Ірану в званні лейтенанта. Слідом за скиненням і висланням Реза Шаха, Алі Реза супроводжував свого батька в вигнання на Маврикій, а потім — в Йоганнесбург, ПАР.
Він одружився з Крістіане Холевскі в Парижі в 1946, у них народився син Алі Патрік Пехлеві (Принц Алі, народився 1 вересня 1947).
Загинув 17 жовтня 1954 під час авіакатастрофи в горах Ельбурса.